# ألفريدو برونيرا
ألفريدو برونيرا (30 سبتمبر 1906 - 26 مارس 2000) كان أسقفًا كاثوليكيًا إيطاليًا أمضى حياته المهنية في الخدمة الدبلوماسية للكرسي الرسولي.

## سيرة
ولد ألفريدو برونيرا في سان بيلاجيو بإيطاليا، في 30 سبتمبر 1906، ودرس في المعهد اللاهوتي في تريفيزو. سيم كاهنًا على يد جياسينتو لونجين في 9 يوليو 1933 في أبرشية تريفيزو.عمل في الأبرشية حتى فبراير 1934، ثم أصبح سكرتيرًا للمندوب الرسولي الجديد في الصين، ماريو زانين. عمل لاحقًا في البعثات البابوية في تشيلي والأرجنتين.
في 12 ديسمبر 1954، عيّنه البابا بيوس الثاني عشر رئيس أساقفة فخريًا ومندوبًا رسوليًا في الكونغو البلجيكية. حصل على تكريسه الأسقفي في 2 يناير 1955 من الكاردينال سيلسو كوستانتيني. في 12 ديسمبر 1954، عينه البابا بيوس الثاني عشر رئيس أساقفة فخريًا، ومندوبًا رسوليًا في الكونغو البلجيكية. حصل على تكريسه الأسقفي في 2 يناير 1955 من الكاردينال سيلسو كوستانتيني.
في 25 أبريل 1959، عينه البابا يوحنا الثالث والعشرون سفيرًا بابويًا في الإكوادور.
في 23 أكتوبر 1965، تم تعيينه سفيرًا بابويًا في أوروغواي من قبل البابا بولس السادس.
في 23 أبريل 1969، عُيّن سفيرًا بابويًا في لبنان. وأُضيفت إلى ذلك مسؤوليات السفير البابوي المساعد في الكويت في 7 يوليو 1969؛ وكان أول من ترأس تلك البعثة البابوية. حلّ محله في الكويت جان روب في 4 مارس 1975. في 23 أبريل 1969، عُيّن سفيرًا بابويًا في لبنان. أُضيفت إلى مهامه مسؤولية السفير البابوي المساعد في الكويت في 7 يوليو 1969، ليكون بذلك أول من يترأس تلك البعثة البابوية. حلّ محله في الكويت جان روب في 4 مارس 1975.
خدمة برونيرا كسفير بابوي انتهت بتعيينه نائبًا لرئيس المجلس البابوي "كور أونوم" من قبل البابا يوحنا بولس الثاني في 6 نوفمبر 1978.تقاعد من المجلس عندما تم تعيين خلفه، ألويس واغنر، في 10 ديسمبر 1981.
توفي في 26 مارس 2000.

## روابط خارجية
- التسلسل الهرمي الكاثوليكي: رئيس الأساقفة ألفريدو برونييرا [self-published]